# Coli (Italië)
Coli is een gemeente in de Italiaanse provincie Piacenza (regio Emilia-Romagna) en telt 1030 inwoners (31-12-2004) op een oppervlakte van 72,2 km².. De frazioni Aglio, Boioli, Cornaro, Costiere, Filippazzi, Molino Pellegri, Peli, Peveri, Perino, Scabiazza, Rosso behoren tot de gemeente Coli.
Coli is een klein bergdorp in de Ligurische Apennijnen, aan de voet van de S. Agostinoberg in een dal afgesloten door de rijksweg SS45 en dus erg rustig. 's Zomers trekken er mensen naartoe voor de rust en koelte. Een groot deel van de inwoners van de gemeente woont in het dorp Coli zelf en in de frazione Perino, gelegen langs de rijksweg en daarmee een uitvalsbasis voor van forensen.

## Geografie
De gemeente ligt op ongeveer 329 meter boven zeeniveau. Coli ligt ongeveer 160 km ten westen van Bologna en 40 km ten zuidwesten van Piacenza.

## Geschiedenis
Het gebied maakte deel uit van de pagus Bagienno van Bobbio ten tijde van de Romeinse overheersing, toen het hoorde bij de gemeente Velleia. Daarna ging het over naar de Longobarden en vanaf 614 viel het door toedoen van Sint Colombanus onder de abdij van Bobbio. Met de stichting van het klooster werd Coli een bloeiende kloostergemeenschap. In 615 trekt Colombanus zich er terug (in de cel (Eremo) van Sint Michael in de Curiasca van Coli, ook wel de Spelonca genoemd (nog steeds zichtbaar in een muur van de kerk)).
In de 10e eeuw, na de toewijzing aan de parochie van Montarsolo bleef Coli verenigd met Bobbio. Vanaf de 13e eeuw werd Coli bezit van de familie Grassi (uit Peli) en de familie Peveri (uit de huidige frazione met dezelfde naam). In behoorde het tot de familie Nicelli uit Bobbio. Een groot deel van de families Grassi en Peveri verlieten toen Coli om naar Bobbio en omgeving te gaan.
Na 1436 werd Coli bezit van de familie Dal Verme en volgt het de geschiedenis van de gemeente Bobbio tot aan 1923, toen het de gemeente van het Trebbia-dal ging vormen in de provincie van Piacenza.
De oude kerk die bestond uit één schip werd verwoest in de 18e eeuw. Met de bouw van de huidige kerk werd begonnen in 1775. De bouw was pas klaar in 1825, terwijl de linker zijbeuk en de klokkentoren in 1855 werden toegevoegd. De versieringen aan de binnenkant zijn van 1908. Op het plein voor de kerk staat het kruis van Sint Michael dat in 1860 uit de vervallen kerk van S. Michele della Spelonca werd gehaald.
Het Santuario di S. Agostino (kapel [heiligdom] van Sint Augustinus; Santuèri ad Sant'Agüstìn in het dialect van Bobbio) bevindt zich in S. Agostino en werd gebouwd in opdracht van de bisschop van Bobbio Abbiati (1618-1650). Oorspronkelijk was het veel groter, maar er is maar een klein deel bewaard gebleven. De eerste steen werd gelegd op 28 augustus 1622, de naamdag van Sint Augustinus die de plaats bezocht toen hij in Italië was. In 1624 werd een standbeeld van de heilige toegevoegd. De nieuwe gevel met het marmeren beeld komt uit 1968. Ook tegenwoordig nog wordt hier het jaarfeest van de patroonheilige gevierd.

## Economie
Productie van kaas, vleeswaren en wijn (alleen in het gebied rondom Perino)

## Bestuurlijk

### Frazioni
De frazione Aglio ligt 800 boven zeeniveau en telt ongeveer 40 vaste inwoners. Aglio is verdeeld in vier delen: de Cascine (stallen), Chiesa (kerk), de Ghini en de Poggio (heuvel).

### Berggemeenschappen
Coli maakt deel uit van de Piacentijns-Apennijnse berggemeenschap (Comunità Montana Appennino Piacentino).

## Cultuur
Coli maakt deel uit van het gebied van de Quattro province (vier provincies; Alessandria, Genua, Pavia en Piacenza). Dit hele gebied wordt gekenmerkt door gemeenschappelijke gebruiken en klederdracht en door een zeer oude muziek en dans uit de streek. Het belangrijkste instrument van de streek is de zogenaamde piffero appenninico (Apennijns fluitje) die wordt begeleid door een accordeon en vroeger door de müsa (een doedelzak uit de Apennijnen), die gebruikt wordt bij de dans en bij feesten.